# Ель-Джауф
Ель-Джаф або Ель-Джауф (араб. الجوف‎) — столиця муніципалітету Ель-Куфра, Лівія. Населення — 17 788 чол. (на 2010 рік). Місто знаходиться на захід від оази Куфра. Це одна з найбільш сильно зрошуваних оаз в пустелі Сахарі.

## Клімат
Ель-Джауф знаходиться у зоні тропічних пустель. Найтепліший місяць — червень із середньою температурою 30.6 °C (87 °F). Найхолодніший місяць — січень, із середньою температурою 12.8 °С (55 °F).
| Клімат Ель-Джауфа       | Клімат Ель-Джауфа | Клімат Ель-Джауфа | Клімат Ель-Джауфа | Клімат Ель-Джауфа | Клімат Ель-Джауфа | Клімат Ель-Джауфа | Клімат Ель-Джауфа | Клімат Ель-Джауфа | Клімат Ель-Джауфа | Клімат Ель-Джауфа | Клімат Ель-Джауфа | Клімат Ель-Джауфа | Клімат Ель-Джауфа |
| Показник                | Січ.              | Лют.              | Бер.              | Квіт.             | Трав.             | Черв.             | Лип.              | Серп.             | Вер.              | Жовт.             | Лист.             | Груд.             | Рік               |
| Абсолютний максимум, °C | 32                | 37                | 40                | 43                | 47                | 50                | 43                | 46                | 42                | 41                | 38                | 32                | 50                |
| Середній максимум, °C   | 20                | 23                | 27                | 32                | 36                | 38                | 37                | 38                | 35                | 32                | 27                | 22                | 31                |
| Середня температура, °C | 12                | 14                | 18                | 23                | 27                | 30                | 29                | 30                | 27                | 24                | 19                | 14                | 23                |
| Середній мінімум, °C    | 5                 | 6                 | 10                | 15                | 19                | 22                | 22                | 23                | 20                | 16                | 11                | 7                 | 15                |
| Абсолютний мінімум, °C  | −3                | −1                | 0                 | 7                 | 8                 | 15                | 16                | 17                | 13                | 3                 | 2                 | −1                | −3                |
| Норма опадів, мм        | 0                 | 0                 | 0                 | 0                 | 0                 | 0                 | 0                 | 0                 | 0                 | 0                 | 0                 | 0                 | 0                 |
| Днів з дощем            | 0                 | 0                 | 0                 | 0                 | 0                 | 0                 | 0                 | 0                 | 0                 | 0                 | 0                 | 0                 | 0                 |
| Вологість повітря, %    | 53                | 48                | 41                | 34                | 32                | 27                | 28                | 28                | 33                | 37                | 45                | 52                | 38                |
| ----------------------- | ----------------- | ----------------- | ----------------- | ----------------- | ----------------- | ----------------- | ----------------- | ----------------- | ----------------- | ----------------- | ----------------- | ----------------- | ----------------- |
| Джерело: Weatherbase    |                   |                   |                   |                   |                   |                   |                   |                   |                   |                   |                   |                   |                   |